# Barry Forde
Barry Ricardo Forde (* 17. September 1976 in St. James, Barbados) ist ein ehemaliger barbadischer Bahnradsportler.

## Sportliche Laufbahn
Barry Forde kommt aus einer radsportbegeisterten Familie. Mit zehn Jahren begann er, BMX-Rennen zu fahren. In dieser Disziplin wurde er 1992 barbadischer sowie karibischer Meister. Gleichzeitig begann er, auf der Bahn zu fahren. Hier waren zwei Goldmedaillen im Sprint und Keirin bei den sogenannten „B“-Bahn-Weltmeisterschaften 1996 seine ersten größten Erfolge. Zudem wurde Forde mehrfach barbadischer Meister im Sprint. 1998 siegte er im Sprint bei den Zentralamerika- und Karibikspielen. 2001 wurde Forde Erster im Sprint bei den Panamerikanischen Meisterschaften in Medellín. Bei den Panamerikanischen Spielen in Santo Domingo 2003 gelang ihm dieser Erfolg erneut.
Barry Forde nahm an den Olympischen Spielen 2004 in Athen teil und belegte im Sprint den sechsten Platz. 2005 wurde Forde Vize-Weltmeister im Keirin bei den Bahn-Weltmeisterschaften in Los Angeles, nachdem er schon 2003 Dritter in dieser Disziplin bei der WM in Stuttgart geworden war. Bei den Panamerikanischen Meisterschaften im selben Jahr in Mar del Plata siegte er im Keirin wie auch im Sprint.
Barry Forde, der die Lizenz Nr. 1 seines heimischen Radsportverbandes hatte, trainierte zeitweise in Berlin bei Emanuel Raasch, später bei Bill Huck. Sein Vater ist Colin Forde, der bei den Olympischen Spielen 1968 in Mexiko-Stadt die Einerverfolgung sowie das Straßenrennen bestritt. Ab 2010 trainierte Barry Forde vorzugsweise in Australien bei Gary Neiwand.

## Doping
Im Oktober 2005 wurde Forde positiv auf Testosteron getestet, für zwei Jahre gesperrt und die beiden Siege von den Panamerikaspielen wurden ihm aberkannt. Bereits 2003 bei einer Kontrolle während der Panam-Spiele war er positiv auf die verbotene Substanz Ephedrin getestet worden.
Nachdem im September 2010 neuerliche Doping-Vorwürfe gegen Forde erhoben worden waren, erklärte er im März 2011 seinen Rücktritt vom aktiven Leistungs-Radsport. Vom Weltradsportverband UCI wurde er lebenslang gesperrt.

## Privates
Forde ist verheiratet mit einer in Deutschland geborenen Koreanerin, die er auf dem Kölner Hauptbahnhof kennenlernte, als er dort auf einen Zug wartete. (Stand 2015)

## Erfolge
1998
- Zentralamerika- und Karibikspiele – Sprint

2001
- Ozeanienmeister – Sprint

2003
- Weltmeisterschaft – Keirin
- Panamerikaspiele – Sprint

2005
- Weltmeisterschaft – Keirin
- Panamerikaspiele – Keirin, Sprint

2010
- Zentralamerika- und Karibikspiele – Sprint